# 薩莎·班克斯
薩莎·班克斯（1992年1月26日—），本名梅賽德斯·賈斯汀·凱斯特納·瓦納多，是一名美國職業摔角選手。她目前以 Mercedes Moné的名義與全精英摔角（AEW）簽約，並曾經出現在 NJPW 的姐妹推廣品牌STARDOM中。她在2012到2022年間曾以薩沙·班克斯（Sasha Banks）的名義與世界摔角娛樂（WWE）簽約。
她先前是在獨立巡迴賽進行摔角，最著名的是混沌摔角，並拿下一次的混沌摔角女子冠軍。
2012年，她以薩莎·班克斯（Sasha Banks）的名義與WWE簽約，在WWE的主要品牌RAW、SmackDown和他們的發展品牌NXT之間，班克斯一共拿下十次冠軍頭銜，分別為一次的NXT女子冠軍和五次的WWE Raw女子冠軍及三次的WWE女子雙打冠軍及一次SmackDown女子冠軍。2020年，在她獲得了SmackDown女子冠軍後，成為WWE有史以來第三個WWE女子大滿貫冠軍和第四個WWE女子三冠王。在 2022 年5月，因與WWE發生創意相關的意見分歧之後，她離開了 WWE，後續的新合約談判也以失敗告終。接著，她於 2023 年 1 月在摔角王國17以 Mercedes Moné 的名義首次亮相 NJPW/Stardom 。
在摔角之外，她於 2020 年開始了演藝生涯。她的處女作是Disney+西部太空劇集曼達洛人第二季及第三季中的角色科斯卡·李維（Koska Reeves）。

## 早期生活
梅賽德斯·賈斯汀·凱斯特納·瓦納多（英語：Mercedes Justine Kaestner-Varnado） 1992年1月26日出生於加利福尼亞州的費爾菲爾德 ，後來移居到明尼蘇達州等各個地方，為她的殘疾兄弟尋找學校和醫院。她的家人定居在麻薩諸塞州的波士頓，在那裡她開始了職業摔角生涯。她透過遠距教學的方式來上學，並在觀看全日本女子職業摔角（AJW）的過程中長大。她擁有非裔和歐洲裔的血統 。

## 職業摔角生涯
在薩莎·班克斯的摔角生涯中，創造過許多女子組史上第一次的比賽紀錄，包括鐵人戰、地獄鐵籠、皇家大戰及行刑室鐵籠戰

### 早期職業生涯 (2010-2012)

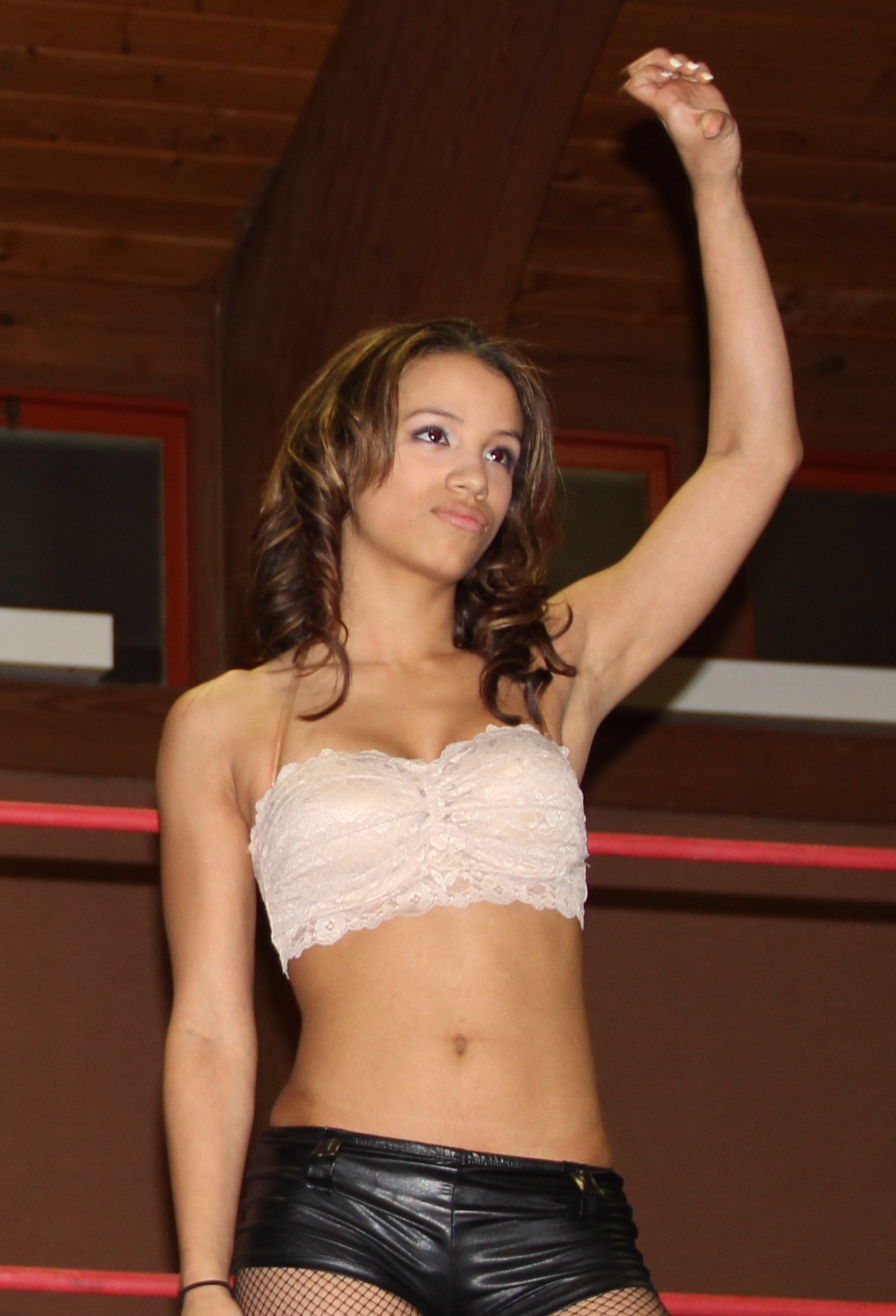
班克斯以梅德賽斯‧ KV 的名義在獨立摔角圈工作

班克斯於 2008 年開始在位於馬薩諸塞州沃本的Chaotic Wrestling (CW)接受訓練。她以Mercedes KV 的名義工作，在擊敗 Alexxis後贏得女子冠軍。並持有 259 天的冠軍頭銜，直到在與WWE簽訂合約後讓出冠軍頭銜 。

### WWE (2012-2022)

#### 「The Boss」的崛起 (2012-2014)
2012 年  8 月 18 日，班克斯與WWE簽約，並被分配到其發展領域NXT，在那裡她採用了Sasha Banks擂台名稱 。12 月 12 日他在NXT上首次亮相。在2013年6月19日的《 NXT 》節目中，班克斯參加了NXT女子錦標賽以確定首屆冠軍，但在第一輪中輸給了薩默‧雷。
在2012年至2014年間，班克斯與貝莉、貝基·林奇及夏洛特·福萊爾發生各種結盟和衝突情節，並獲得了「The Boss」的噱頭。

#### NXT 女子冠軍 (2014-2015)

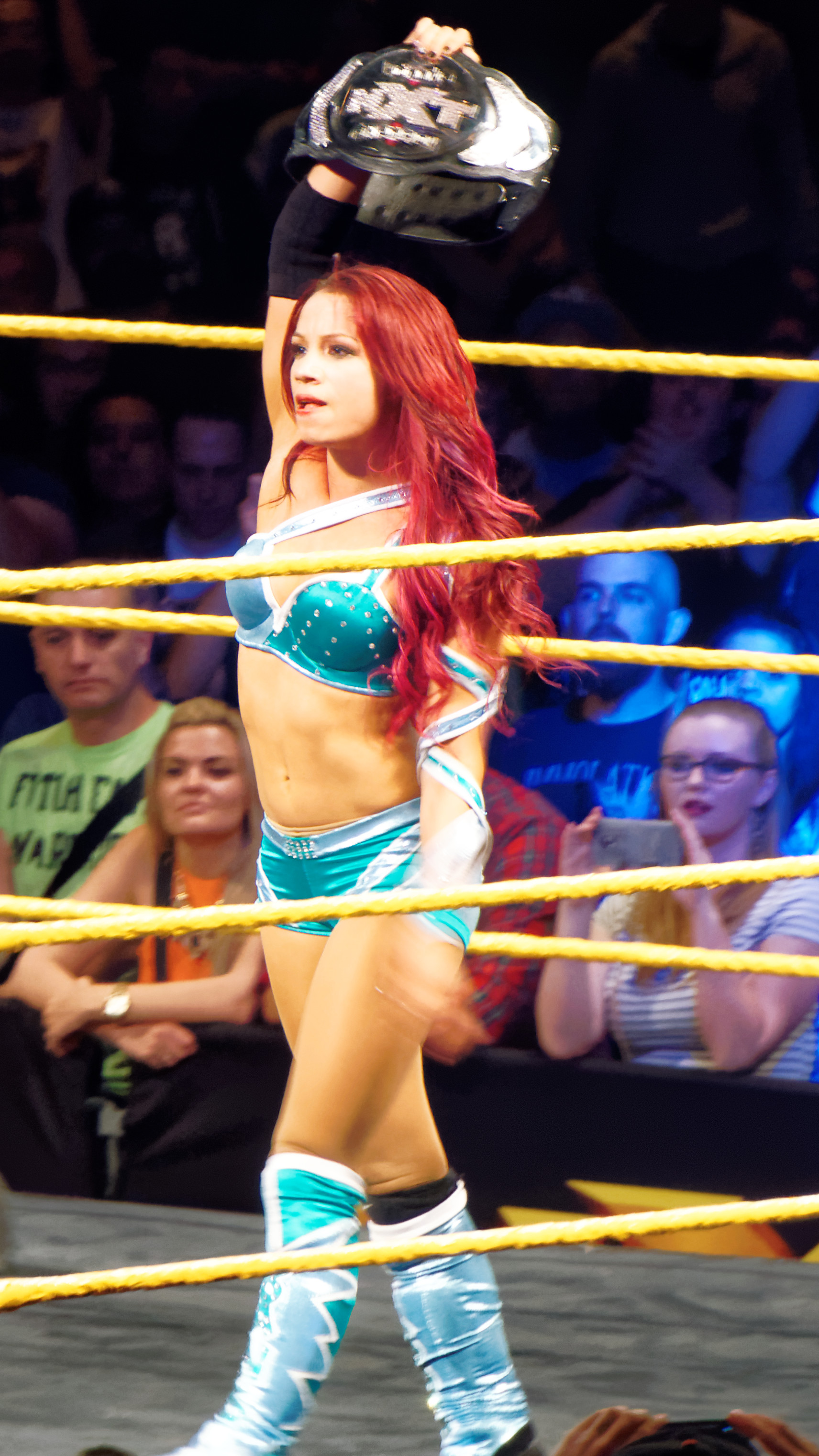
班克斯在2015年3月成為新一任的NXT女子冠軍

2015 年 2 月 11 日，在NXT接管：對手比賽中，班克斯在一場致命四人賽中擊敗了夏洛特、林奇和貝莉，贏得了NXT女子冠軍。接著她分別對陣了夏洛特、阿歷薩·布利斯和貝基·林奇皆成功保住冠軍頭銜。然而在8 月 22 日的NXT接管：布魯克林 ，班克斯將NXT 女子冠軍頭銜輸給了貝莉，進而結束了她 192 天的冠軍統治 ，該比賽受到了評論家的高度讚揚，並獲選為年度最佳比賽。隨後兩者的重賽訂於10 月 7 日的NXT接管：尊重中舉行，班克斯在WWE 歷史上第一場以女子30 分鐘鋼鐵俠比賽為主賽事中被貝莉以三比二擊敗，未能重新奪回冠軍，也意味著她在NXT的最後一場比賽中落敗。

#### B.A.D.團隊 (2015-2016)
在史蒂芬妮·麥馬漢呼籲WWE Divas部門進行「革命」後，班克斯於 2015 年 7 月 13 日在《Raw》節目中與夏洛特和林奇一起正式亮相。當晚林奇和夏洛特與佩姬結盟時，班克斯則與娜奧米和塔米娜結盟，並自稱為「B.A.D.團隊」，兩組人馬與貝拉隊（艾麗西亞·福克斯和貝拉雙嬌）開始不和，這導致了三方之間的爭吵，因此三隊在接下來的幾個月裡進行了許多單人或團體比賽 。
在中斷活動約一個月後，班克斯於 2016 年的皇家大戰中回歸，並攻擊夏洛特和林奇，表明她想要獲得WWE麗人冠軍(WWE Divas Champion)的意圖 。同時班克斯聲稱她是「獨自一人」，暗示她背叛了 B.A.D團隊，結果遭到了娜奧米和塔米娜的攻擊 ，雙方之間的不和持續了整個二月 。為了確定夏洛特WWE麗人冠軍的頭號競爭者，班克斯和林奇在摔角狂熱32前進行了兩場比賽，第一場比賽因雙方在裁判計數時皆以肩膀著地而以平局結束 ，第二場比賽則被夏洛特干擾後以比賽無效結束。因此WWE宣布班克斯、林奇和夏洛特之間將進行一場三重威脅賽，爭奪WWE麗人冠軍。在 4 月 3 日的摔角狂熱32中，WWE麗人冠軍被退役，取而代之的是新的WWE 女子冠軍 ，三名女子在三重威脅賽中角逐冠軍頭銜，然而班克斯未能在摔角狂熱的擂台首秀中奪得新冠軍頭銜。

#### Raw 女子冠軍 (2016-2017)
在短暫中斷後，班克斯於 6 月初重返 WWE ，並隨之與夏洛特在 WWE 女子冠軍賽上重新點燃了爭執。 7 月 25 日，班克斯在《Raw》的主賽事中擊敗了夏洛特，贏得她職業生涯中第一個WWE 女子冠軍。然而在 8 月 21 日的夏日衝擊中，班克斯又將冠軍輸給夏洛特，結束了她僅僅 27 天的統治。大約在那個時候，由於SmackDown 女子冠軍賽的創立，該冠軍頭銜從WWE 女子冠軍更名為 Raw 女子冠軍 。班克斯在 10 月 3 日的《Raw》劇集中獲得了複賽機會，並隨後在主賽事中擊敗了夏洛特，奪得了她生涯中第二個 Raw 女子冠軍。同年 10 月 30 日舉行的地獄鐵籠戰活動中，夏洛特在首場以女子比賽為主賽事的活動中擊敗班克斯，結束班克斯為期 27 天的統治 。11月28日，班克斯在《Raw》節目上與夏洛特展開WWE史上第一場女子隨處壓制戰（Falls Count Anywhere Match），最後利用欄杆使出終結技Banks Statement，贏得生涯第三次的 RAW 女子冠軍，也平了夏洛特創紀錄的三次 RAW 女子冠軍。12月18日，班克斯與夏洛特展開一場長達30分鐘的兩人鋼鐵俠複賽，在正賽結束後雙方以 2-2 平局，但班克斯在突然死亡加時賽中以 3-2 輸給了夏洛特。這場失利結束了兩人之間的宿怨，因為規定如果她輸了，班克斯不能援引她的複賽條款。
在2017年 2 月 13 日的《Raw》節目中，班克斯幫助貝莉擊敗夏洛特贏得 Raw 女子冠軍 。在 4 月的摔角狂熱33 上，班克斯參加了一場危機四伏戰以爭奪 Raw 女子冠軍頭銜，但最後仍由貝莉保留該冠軍頭銜。在2017年8月20日的夏日衝擊中，班克斯擊敗阿歷薩·布利斯，拿下生涯第四次的WWE RAW 女子冠軍，再次並列為拿下最多次WWE RAW 女子冠軍的女摔角手，但在八天後的《Raw》節目上，布利斯與班克斯舉行了 RAW 女子冠軍頭銜的複賽，比賽結束後，布利斯擊敗班克斯贏得了她生涯中第二次的 RAW 女子冠軍頭銜 。

#### The Boss 'n' Hug Connection (2017-2019)
2018年1月，班克斯以第一位出場的身分，參加了史上第一場女子皇家大戰比賽，並在場上持續了54分46秒才被淘汰，成為持續時間最久的女選手(該紀錄後來被打破)。由於班克斯在皇家大戰中的背叛，她與她的雙打夥伴貝莉發生了爭執，在輔導員的介入調停下，雙方和好並在七月重新創建了一個雙打團隊，稱為「The Boss 'n' Hug Connection」
。班克斯於 10 月參加了首屆全女子按次付費的WWE 進化比賽，她與貝莉和娜塔莉亞結盟戰勝暴亂小隊。11月，班克斯作為 Team Raw 的一員參加強者生存，她是隊中最後一位在隊友妮娜·賈克斯攻擊後被 明日華淘汰的女性。在擊敗賈克斯後，她成為了 Raw 女子冠軍的頭號競爭者，2019年1月27日的皇家大戰，班克斯在比賽過程中肩膀受傷，因此未能成功擊敗時任的 Raw 女子冠軍龍達·魯西
 。
在2019年2月17日的行刑室鐵籠戰上，班克斯與貝莉組隊擊敗其他五組選手，成為第一屆的WWE女子雙打冠軍，並在3月成功擊敗塔米娜與賈克斯，保留了冠軍頭銜 。接著，班克斯和貝莉與標誌雙子（比莉·凱和佩頓·羅伊斯）發生了爭執，最終由標誌雙子贏得了這場無關頭銜的比賽。由於標誌雙子的勝利，她們（和另外兩組雙打團隊）獲得了在Template:Tsl上挑戰班克斯和貝莉的機會。在4月7日舉行的摔角狂熱危機四伏戰上，由於凱擊敗了貝莉，也讓班克斯和貝莉讓出了冠軍頭銜，結束了49天的冠軍衛冕。

#### 短暫離開 WWE 並與貝利重新結盟 (2019-2020)
第二天，班克斯在最後一刻取消了在早間脫口秀節目#invoke:ilh中的露面。在接下來的一周，外界猜測由於對WWE的長期挫敗感，她打算退出公司，班克斯一直認為她和貝莉將會長期持有冠軍頭銜，以提高WWE女子雙打冠軍的信譽。據稱直到最後一刻兩人才被告知他們將在摔角狂熱中失去頭銜。據報導，她的脫口秀節目取消是由於個人的因素，但班克斯和WWE均未證實有關她打算離開公司的傳聞 。
經過四個月的休假後，班克斯於2019年8月12日返回Raw並成為了反派選手，在那裡她襲擊了劇情上受傷的娜塔莉雅。班克斯在紫色假髮下披上了一種新的藍色頭髮，然後用鐵椅攻擊了林奇，後者試圖拯救娜塔莉雅。九月份，班克斯與貝莉團聚，而後者也轉為反派選手，兩人同時攻擊了林奇和夏洛特。兩人的爭執導致了在9月15日的冠軍爭霸大賽的一場比賽，在比賽中林奇無意中用鐵椅攻擊了裁判，班克斯通過取消資格獲得了勝利。比賽結束後，兩人繼續在場內爭吵。兩人之間的爭執最終導致了10月6日舉行的地獄鐵籠中的地獄鐵籠戰 ，在此比賽中，班克斯未能獲得冠軍 。在這之後，班克斯被選入 SmackDown 品牌。她隨後因尾骨受傷而再次短暫缺席電視節目，她於11月時回歸並被任命為 SmackDown 女子隊隊長，帶領 SmackDown 隊進入強者生存 。班克斯是女子強者生存賽中最後一位代表 SmackDown 品牌的女性，但被來自Team NXT的Template:Tsl壓制並輸了比賽。在摔角狂熱36上，她參加了 SmackDown 女子冠軍賽一場致命五路淘汰賽，最終貝莉保留冠軍
。

#### SmackDown 女子冠軍 (2020-2021)
在摔跤狂熱36之後，班克斯和貝莉發生潛在的不和，眾人開始調侃班克斯是貝莉成功的原因，而貝莉則要為班克斯的大部分失敗負責。儘管潛在的不和仍存在，班克斯和貝莉在 6 月 5 日的《SmackDown》節目中擊敗了布利斯和Template:Tsl，重新奪回WWE 女子雙打冠軍。在雙打冠軍的統治期間，班克斯和貝莉開始與 Raw 女子冠軍明日華發生爭執，導致班克斯和明日華在極限規則上進行了一場 Raw 女子冠軍賽 ，然而這場比賽以有爭議的結局告終。因此八天後，雙方在《Raw》上進行了重賽 ，班克斯擊敗明日華，創紀錄地第五次贏得 Raw 女子冠軍。憑藉這場勝利，班克斯和貝莉成為歷史上第一支同時獲得單打和雙打冠軍的女性雙打組合，也是第五支雙打組合 。整個八月，明日華和班克斯繼續不和，最終在8 月 23 日的夏日衝擊上班克斯將 Raw 女子冠軍頭銜交還給了明日華。一周後，在WWE Payback(絕命復仇)上，班克斯和貝莉將 WWE 女子雙打冠軍輸給了賈克斯和Template:Tsl。
在 9 月 4 日的《SmackDown》節目中，在與賈克斯和巴斯勒的複賽中失利後，貝利在擂台上殘忍地攻擊了班克斯，從而使班克斯轉為正派角色並解散了團隊 。班克斯隨即向貝莉在11月6日的《SmackDown》節目中挑戰 SmackDown 女子冠軍，在比賽過程中，貝莉以鐵椅攻擊班克斯，使得該比賽以取消資格結束。班克斯隨後又在地獄牢房比賽中向貝莉提出 SmackDown 女子冠軍賽的重賽，班克斯在這場比賽的最後用鐵以夾住貝莉並使出終結技Banks Statement，終於成功結束貝莉長達380天的冠軍統治，並且生涯首次贏得了 SmackDown 女子冠軍。憑藉這場勝利，班克斯成為第三位女子大滿貫和第四位三冠王。在 11 月 6 日的《SmackDown》節目中，班克斯在 SmackDown 女子冠軍複賽中擊敗貝莉，成功首次衛冕冠軍，從而結束了她連續衛冕冠軍失敗的紀錄。接著，班克斯開始與卡梅拉發生爭執，兩者在12月20日的TLC：桌子、梯子和椅子比賽中爭奪 SmackDown 女子冠軍，而班克斯擊敗卡梅拉，成功再度衛冕 SmackDown 女子冠軍。
在2021年1 月 31 日的皇家大戰中，班克斯再度擊敗了卡梅拉，衛冕 SmackDown 女子冠軍。當晚晚些時候，Template:Tsl贏得2021年的女子皇家大賽，因此她有機會在摔角狂熱37上挑戰她選擇的女子冠軍。在2月26日的《SmackDown》節目中，貝萊爾正式選擇班克斯為她在摔角狂熱37的挑戰對象。4月9日，WWE 宣布班克斯和貝萊爾之間的對決將成為摔跤狂熱37第一晚的主賽事，從而代表著WWE歷史上第一次有兩名女性非裔美國人在一場大型比賽中面對面 。此外，兩人是摔角狂熱歷史上第一位在節目主要賽事中交鋒的非裔美國摔跤手。在這次活動中，班克斯將 SmackDown 女子冠軍輸給了貝萊爾，結束了她 167 天的統治。
當班克斯於七月回歸後 ，原本預定在八月的夏日衝擊上與貝萊爾再次爭奪 SmackDown 女子冠軍 ，但班克斯因不明原因缺席，該賽事後來由從產假回歸的林奇取代。班克斯在9月的極限規則回歸並攻擊了貝萊爾與林奇，最終三人的複賽訂於 10 月 21 日的Template:Tsl舉行，班克斯未能成功奪回冠軍 。

#### 與娜奧米合作及離開WWE (2022)
2022 年 1 月 2 日，班克斯在對陣夏洛特的一場室內表演比賽中跟骨受傷，原先預計她將休息6到8周，但她在 1 月 28 日的《SmackDown》節目中意外回歸，並她宣布將參加女子皇家大戰 。在賽事中，班克斯作為1號首先進入，淘汰了Template:Tsl和凱莉·凱莉，然後被Template:Tsl淘汰。在 2 月 25 日的《SmackDown》節目中，娜奧米宣布她和班克斯將挑戰 WWE 女子雙打冠軍 。在摔角狂熱38的第 2 晚，班克斯和娜奧米首次以團隊形式贏得了 WWE 女子雙打冠軍，這是娜奧米的第一次雙打冠軍，也是班克斯的第三次追平紀錄的女子雙打冠軍，這場勝利同時也意味著班克斯結束了她自摔角狂熱32以來在摔角狂熱上的連敗。
班克斯和娜奧米在 5 月 13 日的《SmackDown》節目中成功衛冕冠軍 ，但這將是他們最後一次在 WWE 電視轉播中的露面。在5月16日的《RAW 》節目當中，班克斯與娜奧米因創意問題拒絕出賽並直接離開場地，而導致最後賽事變更 。WWE 官方針對此事特別發文來「報導」這次的事件來譴責並向觀眾致歉，後續消息則指出兩位選手已被官方無限期停職，因此冠軍頭銜部分將予以讓出。2022 年 12 月，據報導，有關後續新合約的談判在夏季失敗，班克斯與 WWE 結束了長達10年的關係。

### 新日本職業摔角(2023-現今)
經過7個月休息後，班克斯在2023年1月以新的擂台名稱梅德賽斯‧莫內(Mercedes Moné)首次亮相新日本職業摔角(NJPW)，她與Template:Tsl Template:Tsl對峙並隨後發起攻擊，並宣布她已加入新日本職業摔角(NJPW)及其姐妹推廣品牌STARDOM。兩人之間的冠軍賽隨後定於 2 月 18 日在Template:Tsl中進行 ，在這場冠軍賽中莫內擊敗了海里，成為第二代的IWGP 女子冠軍。她在 4 月 8 日Template:Tsl中的三重威脅赛上擊敗了Template:Tsl和Template:Tsl，成功第一次衛冕了IWGP 女子冠軍 。賽后，Template:Tsl在Template:Tsl上向莫內挑戰冠軍頭銜 ，在這場比賽中，莫內將IWGP女子冠軍輸給了岩谷麻優，結束了她64天的冠軍任期。5月21日，在Template:Tsl中，莫內參加了一場錦標賽，以爭取成為首屆Template:Tsl，擊敗了Template:Tsl晉級決賽，但在決賽中腳踝受傷並輸給了Template:Tsl。

## 個人生活
凱斯特納·瓦納多是知名饒舌歌手史努比狗狗的表妹。凱斯特納·瓦納多於2016年8月4日與WWE服裝設計師也是前職業摔角選手薩拉斯·湯（Template:Lang）（也被稱為Kid Mikaze）結婚。凱斯特納·瓦納多將艾迪·葛雷洛列為她最喜歡的摔角選手。她參加了2005年11月14日的Raw於明尼亞波利斯舉行的葛雷洛紀念儀式，她還透露自己在抵達體育館之前，並不知道葛雷洛就已經去世了。

## 冠軍經歷及成就
- Template:Tsl
  - 年度雙打隊伍（2020）–與貝莉[147]
- Template:Tsl
  - Template:Tsl（一次）[9]
- 獨立摔角娛樂
  - IWE女子冠軍（一次）[148]
- Template:Tsl
  - WWE 最佳時刻（2021 年） Template:Small[149]
- 新日本職業摔角
  - IWGP 女子冠軍：第2代（一次）[150]
  - STRONG 女子冠軍：第4代（一次）
- 全精英摔角
  - AEW・TBS冠軍：第5代（一次）
  - 歐文哈特杯女子錦標賽：2025年優勝（一次）
- RPW 
  - RPW統一英國女子冠軍：第10代（一次）
- CMLL
  - CMLL世界女子冠軍：第24代（一次）
- EWA（European Wrestling Association）
  - EWA女子冠軍（一次）
- 職業摔角畫報
  - 年度最佳比賽（2015年）在NXT TakeOver：尊重對決貝莉[151]
  - 年度女子選手（2015年）[151]
  - 年度爭執（2016年）對決夏洛特·福萊爾[151]
  - 年度爭執（2020年）對決貝莉[152]
  - 年度雙打隊伍（2020）–與貝莉[153]
  - 在 2016 年前 50 名女性摔角選手中排名第 2 名[154]
  - 在 2020 年前50名男女雙打隊伍中排名第 3 名–與貝莉[155]
- RWC（Ring Wars Carolina）
  - RWC無極限冠軍（一次）[156]
- 運動畫刊
  - 年度十大女子摔角選手中與貝莉第八名（2019年） [157]
  - 年度摔角選手（2020年）[158]
- Template:Tsl
  - 年度最差爭執（2015年）PCB團隊對決B.A.D團隊對決貝拉雙嬌[159]
  - 年度最差爭執（2018年）對決貝莉
- 世界摔角娛樂
  - NXT女子冠軍（一次）[160]
  - WWE Raw女子冠軍（五次）[161]
  - WWE SmackDown女子冠軍（一次）[162]
  - WWE女子雙打冠軍（二次，與貝莉）（一次，與娜奧米）[163]
  - WWE 女子三冠王
  - WWE 女子大滿貫冠軍
  - Template:Tsl（一次）
    - 年度比賽（2015年）在NXT TakeOver：  布魯克林對決貝莉[164]

## 外部連結
Template:Commons category
- 薩莎·班克斯在WWE官方網站上的介紹 Template:WaybackTemplate:En
- Template:IMDb name
- Template:Facebook
- Template:Instagram

1. 1 2  . WWE.   [2020-03-15]. （原始内容存档于2017-01-16） （英语）.

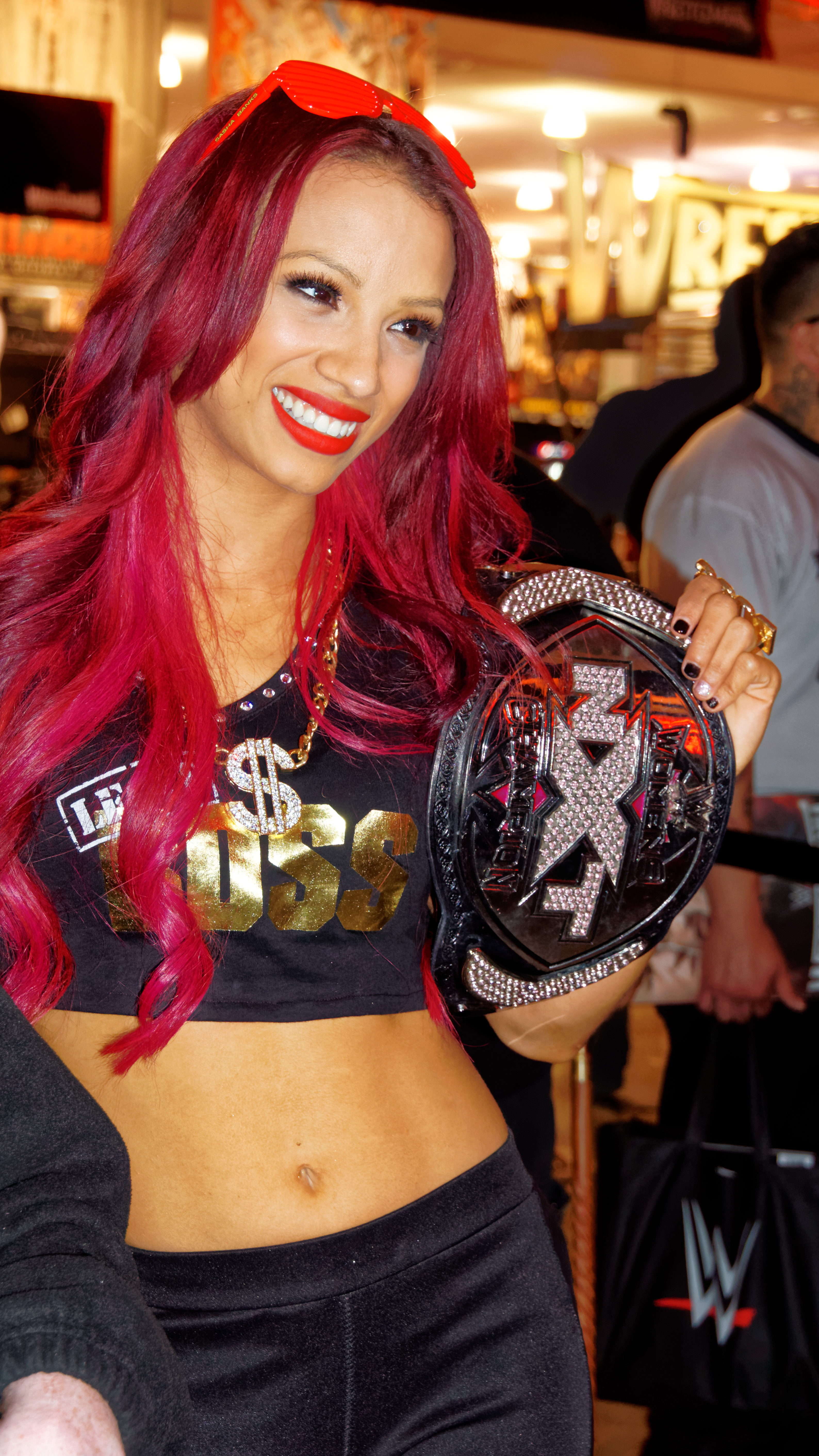
班克斯是一次的NXT女子冠軍

2. ↑  . Chaotic Wrestling.   [2020-03-15]. （原始内容存档于2013-01-31）.
3. 1 2 3 4  . Online World of Wrestling.   [2020-03-16]. （原始内容存档于2015-07-19） （英语）.
4. ↑  Schwartz, Nick. . Fox Sports. October 20, 2016  [August 21, 2017]. （原始内容存档于2021-05-06）.
5. ↑  Maglio, Tony. . Yahoo! News. August 26, 2019  [February 6, 2022]. （原始内容存档于2023-04-06）.
6. ↑  . The Daytona Beach News-Journal. 2021-02-12  [September 15, 2021]. （原始内容存档于2023-04-05）.
7. ↑  . ESPN. October 26, 2020  [September 15, 2021]. （原始内容存档于2022-10-18）.
8. ↑  Jericho, Chris. . Talk is Jericho (). Podcastone.  事件发生在 48:09.   [February 2, 2016]. （原始内容存档于2021-03-05）.
9. 1 2  . Chaotic Wrestling.   [June 3, 2011]. （原始内容存档于June 25, 2011）.
10. ↑  . June 25, 2011  [2021-04-19]. （原始内容存档于June 25, 2011）.
11. ↑  Bishop, Matt. . Slam! Sports. Canadian Online Explorer. December 13, 2012  [January 15, 2013]. （原始内容存档于2020-06-10）.
12. ↑  Trionfo, Richard. . PWInsider. December 13, 2012  [December 13, 2013]. （原始内容存档于2023-05-02）.
13. ↑  Trionfo, Richard. . PWInsider. June 18, 2013  [June 19, 2013]. （原始内容存档于2023-02-28）.
14. ↑  Trionfo, Richard. . PWInsider. September 24, 2013  [September 25, 2013]. （原始内容存档于2023-03-05）.
15. ↑  James, Justin. . Pro Wrestling Torch. February 11, 2015  [February 12, 2015]. （原始内容存档于2015-02-12）.
16. ↑  James, Justin. . Pro Wrestling Torch. March 4, 2015  [March 8, 2015]. （原始内容存档于2023-02-28）.
17. ↑  James, Justin. . Pro Wrestling Torch. July 15, 2015  [July 16, 2015]. （原始内容存档于2023-02-28）.
18. ↑  James, Justin. . Pro Wrestling Torch. March 25, 2015  [March 26, 2015]. （原始内容存档于2019-03-26）.
19. ↑  Trionfo, Richard. . PWInsider. May 20, 2015  [May 20, 2015]. （原始内容存档于2023-01-15）.
20. ↑  James, Justin. . Pro Wrestling Torch. August 22, 2015  [August 23, 2015]. （原始内容存档于2015-09-04）.
21. ↑  Trionfo, Richard. . PWInsider. October 7, 2015  [October 7, 2015]. （原始内容存档于2023-02-28）.
22. ↑  Caldwell, James. . Pro Wrestling Torch. July 13, 2015  [July 13, 2015]. （原始内容存档于2018-09-17）.
23. ↑  Caldwell, James. . Pro Wrestling Torch. July 19, 2015  [July 19, 2015]. （原始内容存档于2015-07-22）.
24. ↑  Caldwell, James. . Pro Wrestling Torch. July 20, 2015  [July 20, 2015]. （原始内容存档于2015-07-24）.
25. ↑  Caldwell, James. . Pro Wrestling Torch. January 24, 2016  [January 24, 2016]. （原始内容存档于January 28, 2016）.
26. ↑  Caldwell, James. . Pro Wrestling Torch. February 1, 2016  [February 2, 2016]. （原始内容存档于2023-02-28）.
27. ↑  Trionfo, Richard. . Pro Wrestling Insider. February 4, 2016  [February 4, 2016]. （原始内容存档于2023-02-28）.
28. ↑  Trionfo, Richard. . Pro Wrestling Insider. February 8, 2016  [February 8, 2016]. （原始内容存档于2023-02-28）.
29. ↑  Trionfo, Richard. . Pro Wrestling Insider. February 11, 2016  [February 11, 2016]. （原始内容存档于2023-04-04）.
30. ↑  Trionfo, Richard. . Pro Wrestling Insider. February 18, 2016  [February 18, 2016]. （原始内容存档于2023-02-28）.
31. ↑  Trionfo, Richard. . Pro Wrestling Insider. February 22, 2016  [February 22, 2016]. （原始内容存档于2023-02-28）.
32. ↑  Trionfo, Richard. . Pro Wrestling Insider. February 29, 2016  [February 29, 2016]. （原始内容存档于2023-05-27）.
33. ↑  Trionfo, Richard. . Pro Wrestling Insider. March 3, 2016  [March 3, 2016]. （原始内容存档于2023-04-03）.
34. ↑  Clapp, John. . WWE. March 3, 2016  [March 4, 2016]. （原始内容存档于2023-03-26）.
35. ↑  Trionfo, Richard. . Pro Wrestling Insider. March 7, 2016  [2023-07-12]. （原始内容存档于2022-12-07）.
36. ↑  . WWE. April 3, 2016  [April 4, 2016]. （原始内容存档于2016-04-06）.
37. ↑  Artus, Matthew. . WWE. April 3, 2016  [April 3, 2016]. （原始内容存档于April 6, 2016）.
38. ↑  Caldwell, James. . Pro Wrestling Torch. April 3, 2016  [April 3, 2016]. （原始内容存档于April 7, 2016）.
39. ↑  Richard, Trionfo. . PWInsider. June 1, 2016  [June 2, 2016]. （原始内容存档于2023-05-01）.
40. ↑  Richard, Trionfo. . PWInsider. June 20, 2016  [July 8, 2016]. （原始内容存档于2023-05-27）.
41. ↑  Richard, Trionfo. . PWInsider. July 25, 2016  [July 26, 2016]. （原始内容存档于2023-02-28）.
42. ↑  Richard, Trionfo. . PWInsider. August 21, 2016  [August 23, 2016]. （原始内容存档于2023-02-28）.
43. ↑  Keller, Wade. . Pro Wrestling Torch. October 3, 2016  [October 3, 2016]. （原始内容存档于October 5, 2016）.
44. ↑  Pappolla, Ryan. . WWE. October 30, 2016  [October 30, 2016]. （原始内容存档于2016-10-31）.
45. ↑  Keller, Wade. . Pro Wrestling Torch. November 28, 2016  [November 28, 2016]. （原始内容存档于November 29, 2016）.
46. ↑  Burdick, Michael. . WWE. December 18, 2016  [December 18, 2016]. （原始内容存档于2016-12-20）.
47. ↑  Keller, Wade. . Pro Wrestling Torch. December 18, 2016  [December 18, 2016]. （原始内容存档于December 19, 2016）.
48. ↑  Keller, Wade. . Pro Wrestling Torch. February 13, 2017  [February 13, 2017]. （原始内容存档于2017-02-14）.
49. ↑  . WWE. April 2, 2017  [April 9, 2017]. （原始内容存档于2023-04-05）.
50. ↑  Carapola, Stuart. . PWInsider. August 20, 2017  [August 20, 2017]. （原始内容存档于2023-04-06）.
51. ↑  Trionfo, Richard. . PWInsider. August 28, 2017  [August 28, 2017]. （原始内容存档于2017-09-02）.
52. ↑  Strode, Cory. . PWInsider. January 28, 2018  [January 28, 2018]. （原始内容存档于2020-12-12）.
53. ↑  Johnson, Mike. . PWInsider. February 25, 2018  [February 25, 2018]. （原始内容存档于2019-03-27）.
54. ↑  Trionfo, Richard. . PWInsider. February 26, 2018  [February 26, 2018]. （原始内容存档于2018-03-28）.
55. ↑  Trionfo, Richard. . PWInsider. March 12, 2018  [March 12, 2018]. （原始内容存档于2018-03-28）.
56. ↑  Trionfo, Richard. . PWInsider. July 2, 2018  [July 2, 2018]. （原始内容存档于2019-03-05）.
57. ↑  Trionfo, Richard. . PWInsider. July 9, 2018  [July 9, 2018]. （原始内容存档于2018-07-31）.
58. ↑  Trionfo, Richard. . PWInsider. July 16, 2018  [July 16, 2018]. （原始内容存档于2018-07-31）.
59. ↑  Trionfo, Richard. . PWInsider. July 23, 2018  [July 23, 2018]. （原始内容存档于2018-07-31）.
60. ↑  Trionfo, Richard. . PWInsider. July 30, 2018  [July 30, 2018]. （原始内容存档于2018-07-31）.
61. ↑  Johnson, Mike. . PWInsider. August 6, 2018  [August 6, 2018]. （原始内容存档于2018-08-07）.
62. ↑  Johnson, Mike. . PWInsider. October 28, 2018  [2023-07-12]. （原始内容存档于2020-06-05）.
63. ↑  Trionfo, Richard. . PWInsider. October 29, 2018  [October 29, 2018]. （原始内容存档于2020-06-05）.
64. ↑  Johnson, Mike. . PWInsider. November 18, 2018  [November 18, 2018]. （原始内容存档于2018-11-19）.
65. ↑  Trionfo, Richard. . PWInsider. November 19, 2018  [2023-07-12]. （原始内容存档于2018-11-29）.
66. ↑  Trionfo, Richard. . PWInsider. January 7, 2019  [2023-07-12]. （原始内容存档于2019-01-08）.
67. ↑  Trionfo, Richard. . PWInsider. January 14, 2019  [2023-07-12]. （原始内容存档于2019-01-15）.
68. ↑  Trionfo, Richard. . PWInsider. January 21, 2019  [2023-07-12]. （原始内容存档于2019-01-24）.
69. ↑   [E13: Sasha Banks] (Television production).  事件发生在 59:55. February 21, 2021. She separated my shoulder... It happpened right at the end of the match. She picked me up, twisted me, and just pulled my shoulder up when I landed at the end.
70. ↑  Template:Cite web
71. ↑  #invoke:citation/CS1
72. ↑  #invoke:citation/CS1
73. ↑  #invoke:citation/CS1
74. 1 2  #invoke:citation/CS1
75. ↑  #invoke:citation/CS1
76. ↑  #invoke:citation/CS1
77. ↑  Template:Cite web
78. ↑  Template:Cite web
79. ↑  Template:Cite web
80. ↑  Template:Cite web
81. ↑  Template:Cite web
82. ↑  Template:Cite web
83. ↑  Template:Cite web
84. ↑  Template:Cite web
85. ↑  Template:Cite web
86. ↑  Template:Cite web
87. ↑  Template:Cite web
88. ↑  Template:Cite web
89. ↑  Template:Cite web
90. ↑  Template:Cite web
91. ↑  Template:Cite web
92. ↑  Template:Cite web
93. ↑  Template:Cite web
94. ↑  Template:Cite web
95. ↑  Template:Cite web
96. ↑  Template:Cite web
97. ↑  Template:Cite web
98. ↑  Template:Cite web
99. ↑  Template:Cite web
100. ↑  Template:Cite web
101. ↑  Template:Cite web
102. ↑  Template:Cite web
103. ↑  Template:Cite web
104. ↑  Template:Cite web
105. ↑  Template:Cite web
106. ↑  Template:Cite web
107. ↑  Template:Cite web
108. ↑  Template:Cite web
109. ↑  Template:Cite web
110. ↑  Template:Cite web
111. ↑  Template:Cite web
112. ↑  Template:Cite web
113. ↑  Template:Cite web
114. ↑  Template:Cite web
115. ↑  Template:Cite web
116. ↑  Template:Cite web
117. ↑  Template:Cite web
118. ↑  Template:Cite web
119. ↑  Template:Cite web
120. ↑   name="SmackDown07302021">Template:Cite web
121. ↑  Template:Cite web
122. ↑  Template:Cite web
123. ↑  Template:Cite web
124. ↑  Template:Cite web
125. ↑  Template:Cite web
126. ↑  Template:Cite web
127. ↑  Template:Cite web
128. ↑  Template:Cite web
129. ↑  Template:Cite web
130. ↑  Template:Cite web
131. ↑  Template:Cite web
132. ↑  Template:Cite web
133. ↑  Template:Cite news
134. ↑  Template:Cite news
135. ↑  Template:Cite news
136. ↑  Template:Cite web
137. ↑  Template:Cite web
138. ↑  Template:Cite web
139. ↑  Template:Cite web
140. ↑  Template:Cite web
141. ↑  Template:Cite web
142. ↑  Template:Cite web
143. ↑  Template:Cite web
144. ↑  Template:Cite podcast
145. ↑  Template:Cite web
146. ↑  Template:Cite podcast
147. ↑  Template:Cite web
148. ↑  Template:Cite web
149. ↑  Template:Cite web
150. ↑  Template:Cite web
151. 1 2 3  Template:Cite web
152. ↑  Template:Cite journal
153. ↑  Template:Cite journal
154. ↑  Template:Cite web
155. ↑  Template:Cite web
156. ↑  Template:Cite web
157. ↑  Template:Cite web
158. ↑  Template:Cite web
159. ↑  Template:Cite journal
160. ↑  Template:Cite web
161. ↑  Template:Cite web
162. ↑  Template:Cite web
163. ↑  Template:Cite web
164. ↑  Template:Cite web